# Malmedy

Malmedys läge inom provinsen Liège

Malmedy (ibland: Malmédy, äldre tyskt namn: Malmünd) är en stad och kommun i Ardennerna i provinsen Liège, regionen Vallonien, Belgien. Malmedy hade cirka 11 600 invånare 2004.

## Historia
Klostret i Malmedy grundades 648 och fram till den Franska revolutionen var staden kring klostret fristående från de omgivande staterna. I oktober 1795 inkorporerades Malmedy i Frankrike. Vid Wienkongressen 31 maj 1815 tillföll staden Preussen och således, från 1871, Kejsardömet Tyskland. Vid Versaillesfreden avträddes Malmedy tillsammans med övriga Eupen-Malmedy till Belgien.
Strax söder om staden utspelades Malmedymassakern utförd av tyska trupper under Ardenneroffensiven den 17 december 1944.